# Fateh Ziadi
Fateh Ziadi (en arabe : فاتح زيادي), né le 26 octobre 1976 à Batna, est un tireur algérien. 

## Biographie
Aux Championnats d'Afrique de tir 2010 à Tipaza, il est médaillé d'or en pistolet à 50 mètres et médaillé d'argent en pistolet à air comprimé à 10 mètres.
Il est médaillé de bronze en pistolet à air comprimé à 10 mètres aux Championnats d'Afrique de tir 2011 au Caire.
Aux Jeux olympiques d'été de 2012, il a terminé 43e du tour de qualification, ne réussissant pas à se qualifier pour la finale du pistolet à air comprimé de 10 mètres pour hommes.
Il est médaillé d'argent en pistolet à air comprimé à 10 mètres par équipes aux Championnats d'Afrique de tir 2014 au Caire.